# Jalchoroj
Jalchoroj è un centro abitato della Russia.